# Vater-und-Sohn-Denkmal

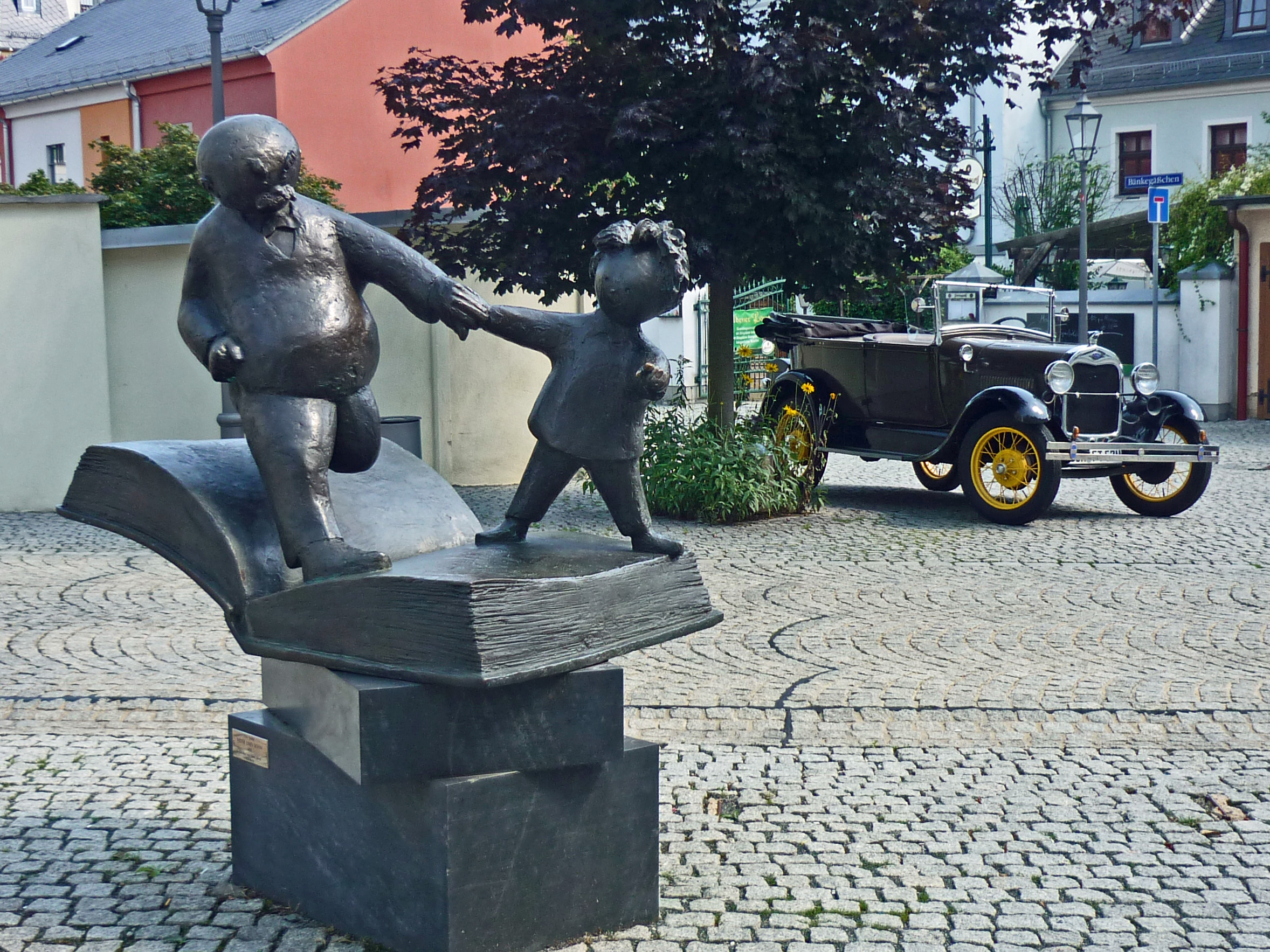
Vater-und-Sohn-Denkmal vor dem e.o.plauen-Haus, August 2016

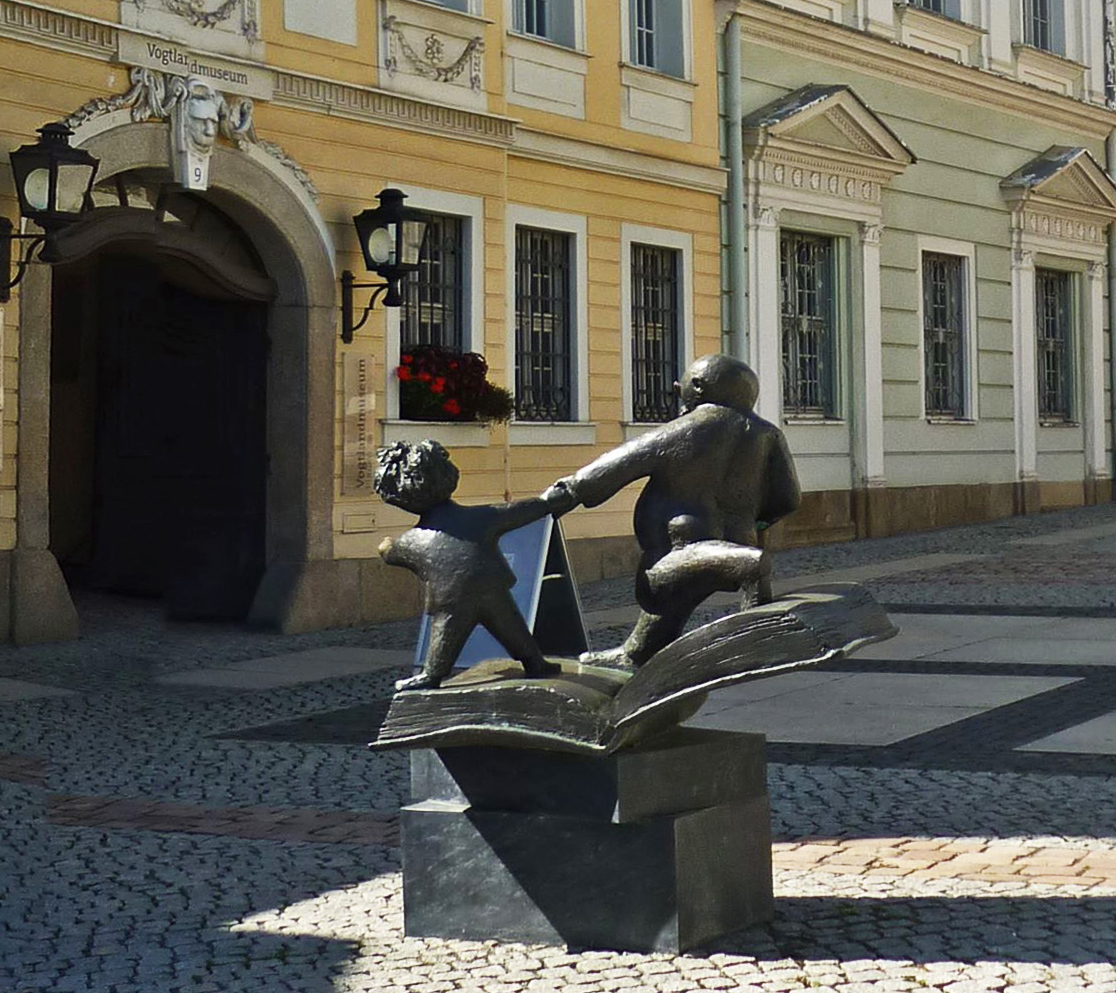
Rückansicht

Vater und Sohn ist eine Plastik des Künstlers Erik Seidel. Sie befindet sich in Plauen, Sachsen. Sie stammt aus dem Jahre 1995 und wurde von Hans Löwel (1920–1996), Unternehmer in Bamberg, für seine Heimatstadt gestiftet.
Sie zeigt die beiden Hauptfiguren der Cartoons Vater und Sohn, die von Erich Ohser (1903–1944) unter dem Pseudonym e.o.plauen geschaffen wurden. Die beiden entspringen einem Buch und laufen Hand in Hand. Die Plastik steht auf zwei Quadern.
Die Plastik befand sich zunächst in der Bahnhofstraße vor dem alten Standort der e.o.plauen-Galerie und wurde 2010 vor das Erich-Ohser-Haus in der Nobelstraße 7 verlegt. Sie befindet sich so auch in der Nachbarschaft des Vogtlandmuseums. Beim Umzug wurde das Buch leicht beschädigt.
2012 wurde die Plastik kurzzeitig mit Textilien versehen.